# Калищинское озеро
Кали́щинское (также употребляется название Кали́щенское) озеро — озеро в восточной части города Сосновый Бор Ленинградской области, в двух километрах от центра города. Высота над уровнем моря — 7,2 метра.

Озеро соединяется небольшим ручьем с рекой Коваши у деревни Калище.

## Общие сведения
Котловина озера мелкая, имеет пологие, в основном торфяные склоны. Юго-восточный берег — песчаный. Максимальная глубина в центре котловины достигает 2,7 метров. Средняя глубина — 0,78 метров. Площадь озера — 377 600 квадратных метров. Длина озера — 640 метров, ширина — 590 метров, объём воды — 294 528 кубических метров.
Питание озера осуществляется в основном атмосферными осадками. Также роль играет сток болотных вод по мелиоративным каналам. Из озера вытекает ручей, впадающий затем в реку Коваши (Коваш).
В озере имеются значительные запасы сапропеля.

## История
Озеро имеет ледниковое происхождение.
Размеры озера в прошлом были намного больше, о чём свидетельствуют обнаруженные участки типично озерной растительности на значительном отдалении от озера.
В 1970-1980 годах близ озера производились мелиоративные работы по осушению Липовского болота, что резко отразилось на состоянии водной экосистемы, вызвав отложения торфа на дне и образование сапропеля толщиной в полтора метра. Заиливанию и заболачиванию озера способствуют также сбросы вод ливневой канализации из 10-го микрорайона города Сосновый Бор.
В 2008 году на озере были проведены изыскательные работы.
В 2016 году на платформе Change.org появилась петиция о создании вокруг озера природного парка.

## Флора
По берегам озера растут тростник, рогоз, различные осоки, в нескольких метрах от уреза воды начинаются заросли ивняка и ольшаника.
Есть сведения о произрастании в районе озера таких редких видов растений, как фиалка душистая, мужской щитовник, касатик жёлтый, кубышка жёлтая, лапчатка прямостоячая, ива козья и сабельник болотный, вахта трёхлистная.